# Joaquín Sorolla
Joaquín Sorolla y Bastida (Valencija, 27. veljače 1863. — Cercedilla, 10. kolovoza 1923.) bio je španjolski slikar pripadnik impresionizma. Bio je jedan od najplodnijih španjolskih slikara s više od 2200 katalogiziranih djela.

## Životopis
Stanovao je kod rođaka u Valenciji gdje se navikao na svjetlo istočne Španjolske. Sudjelovao je na velikom broju natjecanja, a 1880-ih njegova djela su bila izložena i u muzeju Prado. Neki od njegovih poznatijih radova bave se vojnim temama. U Parizu je 1885. godine došao u dodir s djelima impresionalizma i naturalizma. Tijekom 1890-ih slikao je slike mora, plaža i sl. na kojima je svjetlost dolazila do izražaja.
Početkom 20. stoljeća nagrađivan je prestižnim nagradama i sudjelovao je na poznatim izložbama diljem svijeta. Tijekom 1910-ih naslikao je važne slike iz svih španjolskih i portugalskih regija. Također je naslikao portrete poznatih osoba među kojima se izdvajaju Juan Ramón Jiménez, kralj Alfons XIII., Vicente Blasco Ibáñez, José Ortega y Gasset, itd.